# تپه اکبر
تپه اکبر مربوط به دوره صدر اسلام تا قرن ۲ ه. ق است و در شهرستان دهلران، بخش موسیان، روستای فرخ‌آباد واقع شده و این اثر در تاریخ ۳۰ دی ۱۳۸۵ با شمارهٔ ثبت ۱۶۹۱۹ به عنوان یکی از آثار ملی ایران به ثبت رسیده است.